# Diego Velázquez de Cuéllar
Diego Velázquez de Cuéllar (1465, Cuéllar, Spanyolország – ca. 1524. június 12., Santiago de Cuba, Kuba) spanyol konkvisztádor és Kuba kormányzója volt.
Diego Velázquez 1465-ben, a Spanyolországi Segovia tartomány Cuéllar nevű városában született. Harcolt Nápolyban, majd Sevillába költözött, ahol megismerkedett Bartolomeo Columbusszal. Kolumbusz Kristóf második, 1493-as útja során érkezett meg az Újvilágba. Hispaniólában telepedett le és segített Nicolás de Ovando kormányzónak a rendfenntartásban. 1511-ben Diego Columbus oldalán részt vett Kuba meghódításában. 1512-ben megalapította Baracoa, 1514-ben Santiago de Cuba, és 1515-ben Havanna városát, majd kinevezték Kuba kormányzójává.
1513-ban afrikai rabszolgákat hozatott Amerikába. Kormányzóként engedélyezte a nyugatra tartó felfedező utakat, köztük az 1517-ben Francisco Hernández de Córdoba vezette, a Yucatán-félsziget meghódítására kezdeményezett expedíciót is, amit 1518-ban Juan de Grijalva útja követett. Ugyanebben az évben Adelantado-vá nevezik ki.
Kezdetben támogatta Hernán Cortés mexikói expedícióját, de amint Cortes megpróbálta a meghódított területek fölötti ellenőrzést a saját maga hasznára megszerezni parancsba adta  Pánfilo de Narváeznek, hogy tartóztassa le a konkvisztádort. Cortes azonban legyőzte Narváez seregeit, és a túlélőket kényszerítette, hogy csatlakozzanak hozzá. Ennek eredményeként Velázquez nem látott semmit a Mexikóban zsákmányolt aranyból.
1524-ben Santiago de Cuba városában megkeseredett emberként adta vissza a lelkét a Teremtőnek.